# 18228 Hyperenor
A 18228 Hyperenor (ideiglenes jelöléssel 3163 T-1) egy kisbolygó a Naprendszerben. Cornelis Johannes van Houten,   Ingrid van Houten-Groeneveld és Tom Gehrels fedezte fel 1971. március 26-án.